# Уайлдър Пенфийлд
Уайлдър Пенфийлд (на английски: Wilder Penfield) е известен американско-канадски неврохирург, известен с революционните си методи за хирургическо лечение на епилепсията.
Той разширява методите и техниките, включително картографиране функциите на различни части на мозъка, като кортикалния хомункулус. Научните му приноси на нервната стимулация се разпростират върху различни теми като халюцинации, илюзии и дежавю. Пенфийлд посвещава много време върху когнитивните процеси, включително размишления дали има някаква научна основа за съществуването на човешката душа.

## Биография
Роден е на 26 януари 1891 година в Спокан, Вашингтон, САЩ. Завършва с пълно отличие академичното си образование по медицина към Университета в Принстън. След успешното си дипломиране Пенфийлд решава да специализира нервни болести, което го води в Оксфордски университет, където работи под ръководството на неврофизиолога сър Чарлз Шерингтън. След ползотворното си сътрудничество с „бащата на неврофизиологията“ Пенфийлд защитава докторат към Университета „Джонс Хопкинс“, който по това време се слави като центъра на класическата бихейвиористична школа на Джон Б. Уотсън.
Следва период на пребиваване в Испания, където Пенфийлд се запознава с работата на друг учен в областта на неврофизиологията – испанския лекар Сантяго Рамон и Кахал. Пенфийлд е завладян изцяло от желанието да работи в областта на приложната неврохирургия, чиито основи се поставят с откритието на Бродман за мозъчната картография и на Пол Брока и Карл Вернике, които петдесет години преди това поставят началото на теорията за тесния локализационизъм на мозъка. Пенфийлд посвещава голяма част от времето си в подробното изучаване на епилепсията и епилептогенните огнища в мозъка. Младият неврохирург смята, че мистицизмът на това заболяване до голяма степен е свързан със синдромалното състояние на прожектиране на визуализации в съзнанието на пациентите, които според Пенфийлд са плод на определени невротоксини в мозъка. Въпросните невротоксини, които иска да изследва и лекува Пенфийлд, са локализирани в определени корови зони на мозъка. Пенфийлд разбира, че от тези корови зони започва процес на активно разпространение на нервно-психично напрежение, водещо до безконтролните по своята природа епилептични припадъци.
Умира на 5 април 1976 година в Монреал, Канада, на 85-годишна възраст.

## Научна дейност
Уайлдър Пенфийлд отваря нова страница в съвременната инвазивна неврохирургия, използвайки методите на електрофизиологията, за да получи достъп до епилептогенните огнища в мозъка. Заедно със специалиста по електрофизиология Хърбърт Джаспър, Пенфийлд осъществява хирургически интервенции, при които пациентите са поставени само под въздействието на локална анестезия. Локалната анестезия бива прилагана, защото мозъчната кора няма болкови рецептори и подобен неврологичен експеримент не застрашава живота на пациентите. Пенфийлд подлага на електрически дразнения различни зони на мозъчната кора, като пациентът изпада в особена форма на сомнолентност (полусъзнание) и може директно да провежда комуникация с хирурга.
Уникалните по рода си неврохирургични експерименти създават на Пенфийлд славата на създателя на невропсихоанализата. Научните експерименти на Пенфийлд до голяма степен наподобяват съвременната техника на електроенцефалографията, която пресъздава сумарната биоелектрична активност на мозъка, но без съзнателното възпроизвеждане на минали усещания и възприятия, каквито успява да постигне знаменитият неврохирург.